# Onze-Lieve-Vrouwpreventorium Ter Dennen
Het Onze-Lieve-Vrouwpreventorium Ter Dennen is een voormalig preventorium voor kinderen met tuberculose aan de Molenbergstraat 103 in Rekem in de Belgische gemeente Lanaken. Het werd in 1955 opgericht door de vzw Openluchtwerken Limburg.
Het complex werd voltooid en in gebruik genomen in 1957. Het diende om kinderen in de omgeving van de dennenbossen op het Kempens Plateau te genezen van tuberculose. De tuberculose was in de naoorlogse jaren echter vrij snel praktisch verdwenen, en in 1962 werd daarom een Kliniek voor Allergie opgericht, waar kinderen met ademhalingsmoeilijkheden werden opgevangen. In 1979 werd het preventorium gesloten en kwam het complex in het bezit van de gemeente Lanaken waarna deze het weer doorverkocht. Sinds 1993 gebruikt het Rode Kruis het complex als opvangcentrum voor asielzoekers.

## Omschrijving

### Hoofdcomplex
Het witgeschilderde bakstenen complex bestaat uit twee grote zuidoostelijk georiënteerde vleugels die worden verbonden door een haakse lagere vleugel. Een administratievleugel sluit zowel aan op de beide hoofdvleugels als op de lagere vleugel. Tegen de hoofdvleugels zijn verschillende vleugels aangebouwd. Aan de oostzijde van de zuidelijke hoofdvleugel bevindt zich een kapel. De gebouwen bestaan uit één tot vier bouwlagen onder een plat dak. De zuidelijke vleugel eindigt in opgewerkte, zuidelijk gerichte terrassen.
Het in 1957 voltooide complex bood plaats aan 170 bedden. In 1970 werd een zwembad gebouwd tegen de noordzijde van de zuidelijke vleugel.

### Kapel
In een bijgebouw van de zuidelijke hoofdvleugel bevindt zich op de eerste verdieping de kapel. De inrichting daarvan is sober, het altaar is bewaard gebleven. Het is het enige gebouw met een schilddak op het terrein.

### Gedenksteen
Op het terrein bevindt zich een gedenksteen met daarop de tekst: "Ontstaan uit liefde voor onze kinderen gegroeid in de geest van de Christelijke Caritas en het lekenapostolaat werd dit preventorium onder de bescherming van de Maagd der Armen door zijne Hoogwaardige excellentie Monseigneur Kerkhofs gesteld die deze steen plaatste op donderdag 29 september 1955 / A.M.D.G."